# 科纳斯组织
科纳斯组织（Khronos Group）是一个开放、非营利的行业协会，致力于创建可免费使用的图形合成、虚拟现实、增强现实、视觉加速、并行计算和机器学习的开放API标准，使在各种平台和设备上的应用程序和中间件都能有效利用硬件加速。所有Khronos成员都能够在API公开发布前提出自己的意见、在规范制定初期得到草案并进行平台和应用程序测试。
2006年7月31日，Khronos Group在SIGGRAPH上宣布得到OpenGL规范的控制权。

## 工作组
- COLLADA，一种促进3D资源转换的文件格式
- EGL，在Khronos渲染API（如OpenGL ES或OpenVG）与底层原生平台的窗口系统之间的接口。[4]
- glTF，用于3D场景和模型的文件格式规范[5]
- OpenCL，跨平台通用计算API。[6]
- OpenGL，跨平台计算机图形API。
- OpenGL ES，OpenGL的衍生产品，用于移动和嵌入式系统，如手机、便携式游戏设备等
- OpenGL SC，OpenGL ES的安全关键配置文件，旨在满足安全关键市场的需求
- OpenKCam，高级相机和传感器控制API（已废弃）[7]
- OpenKODE，提供抽象、可移植访问操作系统资源（如文件系统、网络和数学库）的API（已废弃）
- OpenMAX，一个分层的、由三个不同抽象级别的编程接口组成的集合，用于访问多媒体功能（已废弃）
- OpenML，用于获取、传输、处理、显示和同步数字媒体的API。（已废弃）
- OpenSL ES，专为嵌入式系统调优的音频API，标准化对诸如3D空间音频和MIDI播放等功能的访问（已废弃）
- OpenVG，二维矢量图形加速API
- OpenVX，用于计算机视觉应用和库的硬件加速API
- OpenWF，用于2D图形合成和显示控制的API（已废弃）
- OpenXR，提供对增强现实（AR）和虚拟现实（VR）平台和设备的高性能访问的标准
- SPIR，用于并行计算和图形处理的行业开放标准中间语言
- StreamInput, 用于一致处理输入设备的API（已废弃）
- SYCL，在标准C++代码上实现异构计算的抽象层
- Vulkan，一个低开销的计算机图形API
- WebCL，将浏览器中的JavaScript绑定到OpenCL（已废弃）
- WebGL，将任意平台上浏览器中的JavaScript绑定到OpenGL ES，支持OpenGL或OpenGL ES图形标准。

## 会员
科纳斯组织将会员分为：
- 创始会员 - 拥有完整的工作组参与权和投票权，以及向科纳斯董事会指定董事的权利。
- 贡献者会员 - 拥有完整的工作组参与权和投票权。
- 准会员 - 拥有完整的工作组参与权，但没有投票权。
- 学术会员 - 拥有完整的工作组参与权，但没有投票权。

### 创始会员
| - AMD - 蘋果公司 - 安謀控股（ARM） - Epic Games - Google |  | - 华为 - 宜家 - Imagination Technologies - 英特尔 - 英伟达 |  | - 高通 - 三星電子 - 索尼 - 威尔乌（Valve） - 芯原微电子 |

### 贡献者会员(不完整)
| - Adobe - 亞馬遜公司 - 暴雪娛樂 - Codeplay - IBM - LG電子 - Matrox |  | - 微软 - Mozilla - 任天堂 - Oculus VR - Panasonic - Pixar - Red Hat - 瑞薩電子 - Synopsys |  | - 德州仪器 - Qt公司 - Unity Technologies - 威盛電子 - 沐曦集成电路 - VMware |

### 准会员(不完整)
| - Basemark - LunarG - Coohom |

### 学术会员(不完整)
| - 亞洲大學 (韓國) - 中国信息通信研究院 - 哥伦比亚大学 - 韩国电子通信研究院 - 伦敦帝国学院 |  | - 資訊工業策進會 - 林肯實驗室 - 俄勒岡州立大學 |  | - 首爾大學 - 博洛尼亚大学 - 布里斯托尔大学 - 多倫多大學 - 溫莎大學 |

### 过去的会员
- ATI（在被AMD收购之前）
- 创新科技
- 卢卡斯影业
- 摩托罗拉
- Oracle/Sun Microsystems

科纳斯组织在其网站上保留了其成员的最新名单。